# Врап

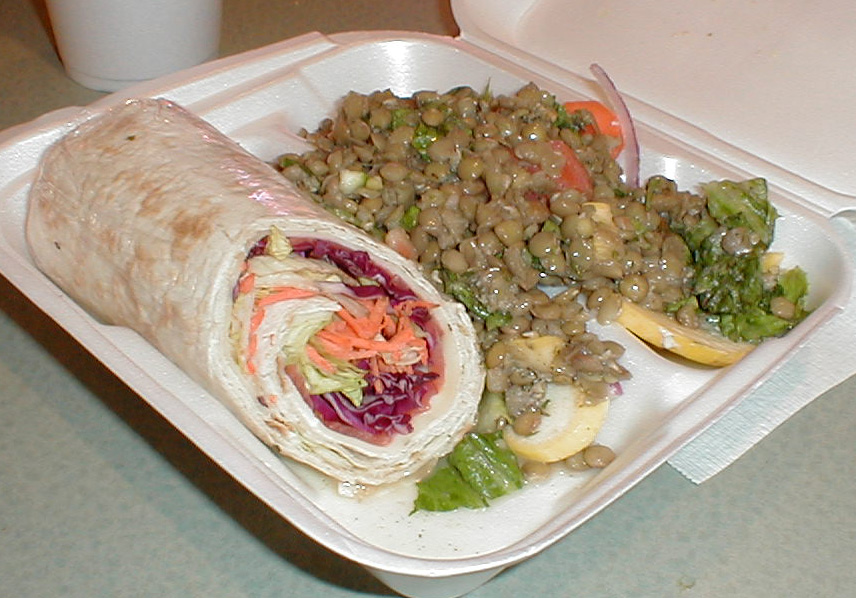

Врап (Сэндвич-рап) — разновидность буррито в виде рулета из лаваша (тортилья) с мясной или салатной начинкой.
В отличие от шаурмы содержит много слоев, подается на тарелке с ножом и вилкой, и соусом (сальса, сметана и майонез) отдельно. Блюдо известно у мексиканцев, армян, жителей средней Азии, греков и турок как минимум с конца XIX — начала XX века.
В Индии с 1900-х годов известен кати-ролл (или катхи-ролл), представляющий собой кебаб, завёрнутый в парантху (лепёшку).
В США врапы стали популярны в 1990-е годы, они вошли в меню многих крупных сетей: KFC, McDonald's, Subway. В качестве первой сети фаст-фуда, подававшей врап, называют I Love Juicy из Южной Калифорнии, внедрившую его в начале 1980-х.